# 桥头镇 (东莞市)
桥头镇，是中华人民共和国广东省东莞市下辖的一个行政建制镇。 位於東莞市東部，毗鄰博羅縣，東連惠陽縣，南與謝崗鎮、樟木頭鎮為鄰，西與常平鎮接壤，西北與企石鎮相接。鎮人民政府駐 橋光大道1號。

## 行政区划
桥头镇下辖以下地区：
莲城社区、桥头社区、迳联社区、田新社区、岭头社区、大洲社区、东江村、山和村、屋厦村、岗头村、李屋村、邓屋村、朗厦村、邵岗头村、石水口村、禾坑村和田头角村。

## 人口
根據第七次全国人口普查數據，截至2020年11月1日零時，橋頭鎮常住人口約20.73萬人。